# Skylon Tower
Skylon Tower (francouzsky Tour Skylon) je věž nacházející se v kanadském městě Niagara Falls v blízkosti Niagarských vodopádů. Je vysoká 158,5 metrů. Byla postavena v letech 1964 – 1965. Věž byla otevřena 6. října 1965.
Věž dosahuje výšky 158,5 metrů. Věž má 2 vyhlídky a 3 restaurace.  Na vyhlídku vedou 3 výtahy zvané Yellow Bug. Stavba věže začala v květnu 1964 a skončila v říjnu 1965.

## V kultuře
- Film Superman II
- Film Search and Destroy

## Galerie

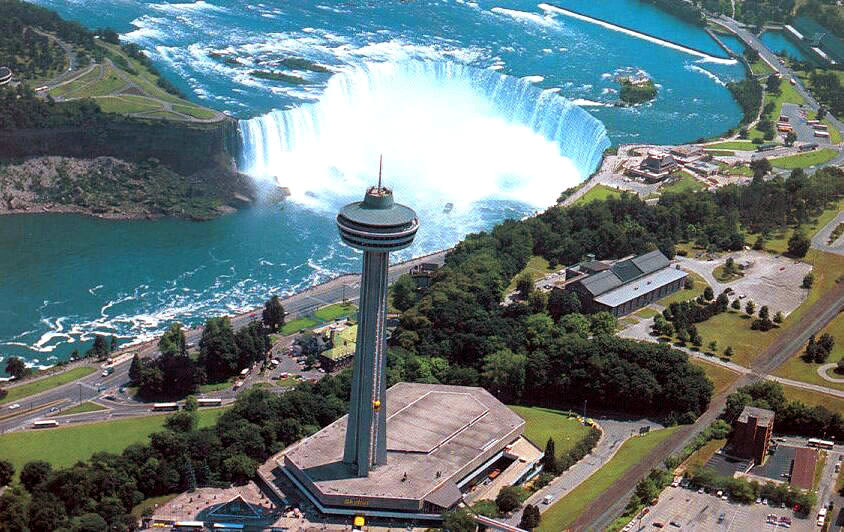
Letecký pohled na věž a vodopády
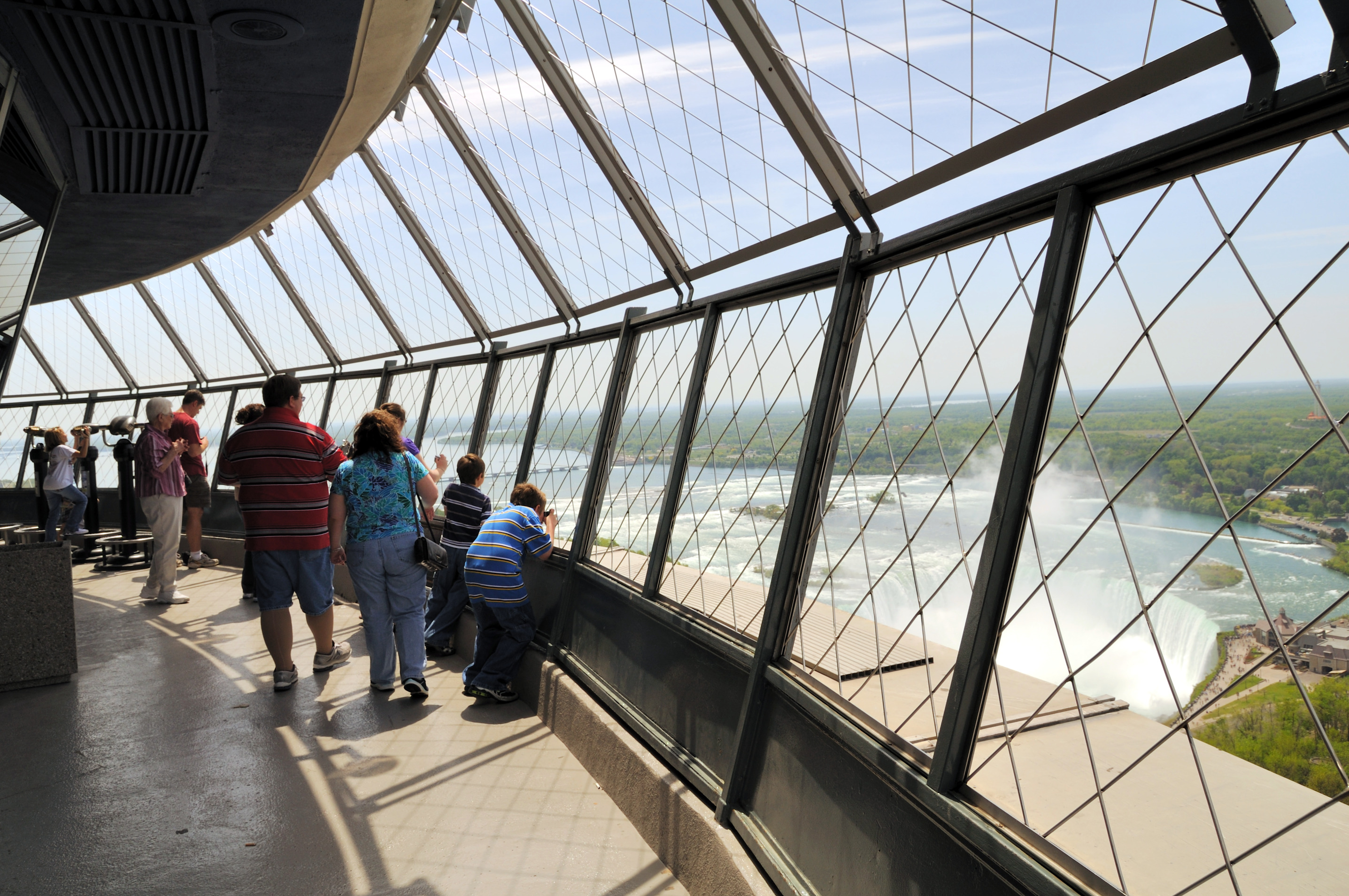
Vyhlídka
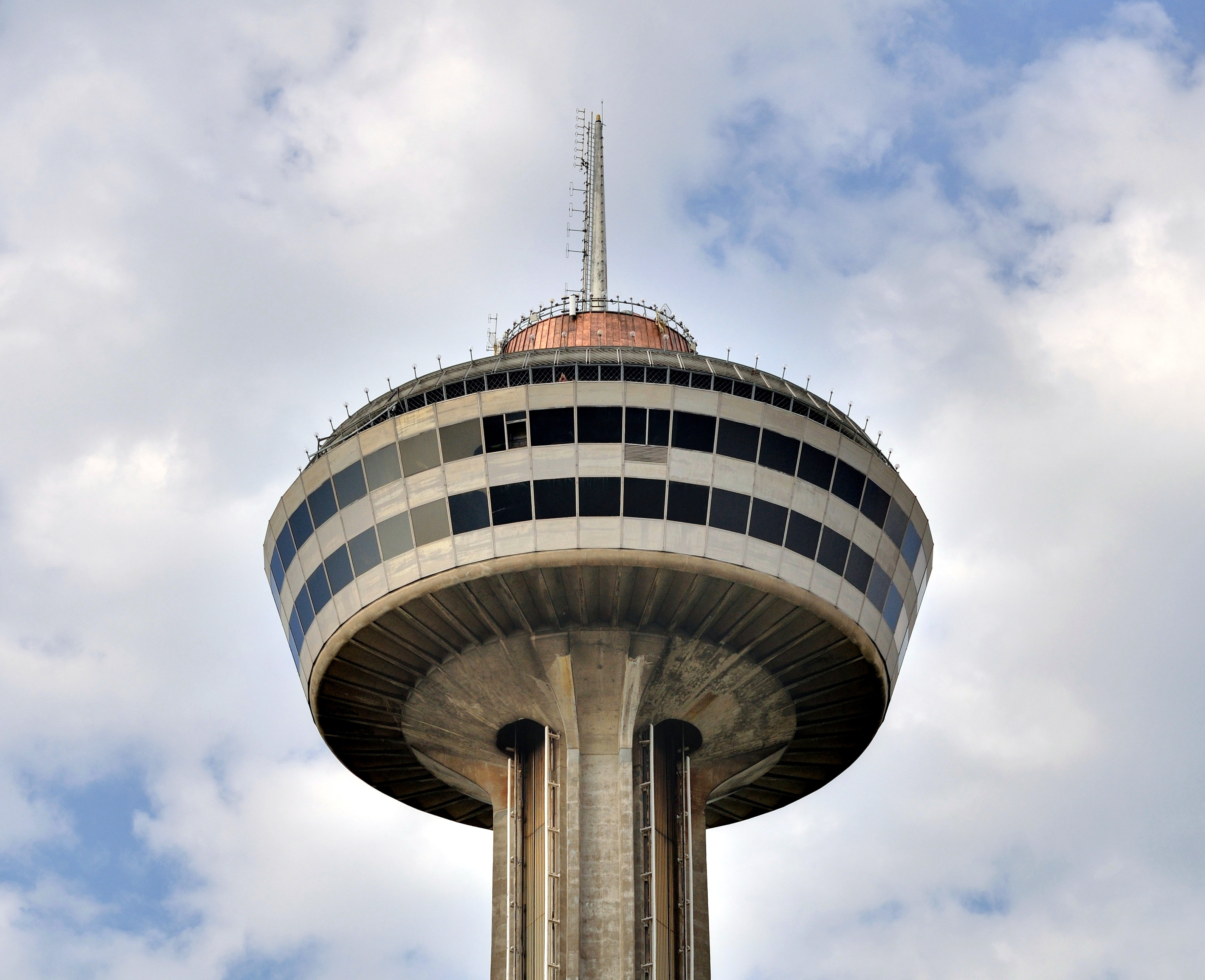
Pohled na vyhlídku